# Brasília FC
Der Brasília Futebol Clube ist ein Fußballverein aus Brasília im Föderaldistrikt von Brasilien.

## Geschichte
Der Verein ist 1975 als Fußballabteilung des Brasília Esporte Clube gegründet wurden, unter dessen Namen er auch seine bisherigen Distriktmeistertitel gewonnen hat. Die Fußballabteilung ist 1999 von einem brasilianischen Wirtschaftskonsortium aufgekauft und nun als eigenständiger Verein mit Namen Brasília Futebol Clube umbenannt wurden.
In der nationalen Fußballmeisterschaft Brasiliens hat Brasília FC letztmals im Jahr 2013 als Teilnehmer der Série D gespielt, für die er sich aber nicht mehr für die Folgesaison hat qualifizieren können.
Größter Erfolg für den Verein bisher ist der Gewinn der Copa Verde 2014, mit dem die erstmalige Qualifikation zu einem internationalen Wettbewerb, der CONMEBOL Copa Sudamericana, verbunden war. In diesem Wettbewerb ist er im Achtelfinale gegen Athletico Paranaense ausgeschieden (siehe: Copa Sudamericana 2015).

## Erfolge
- Copa Verde: 2014
- Finalist der Torneio Centro-Oeste: 1984
- Meister des Föderaldistrikts Brasília: 1976, 1977, 1978, 1980, 1982, 1983, 1984, 1987